# Helmut Wechselberger
Helmut Wechselberger (nascido em 12 de fevereiro de 1953) é um ex-ciclista austríaco. Wechselberger competiu nos Jogos Olímpicos de Verão de 1984 em Los Angeles, onde fez parte da equipe de ciclismo austríaca que terminou em décimo primeiro lugar nos 100 km contrarrelógio por equipes. Na prova de estrada individual, Wechselberger terminou na décima quinta posição.